# Copris laevigatus
Copris laevigatus là một loài bọ cánh cứng trong họ Bọ hung (Scarabaeidae).